# Torre Pighin
Torre Pighin, o più correttamente torre di via Pighin, è una delle tre torri sopravvissute, e l'unica della cinta muraria, di Rovigo, centro abitato del Veneto meridionale. Pur avendo subito alcune ristrutturazioni che ne hanno riguardato essenzialmente la struttura interna, dove venne ricavato un edificio a uso abitativo, la struttura risulta ben conservata e ripropone l'aspetto delle diverse altre torri a funzione di difesa presenti in città.

## Storia

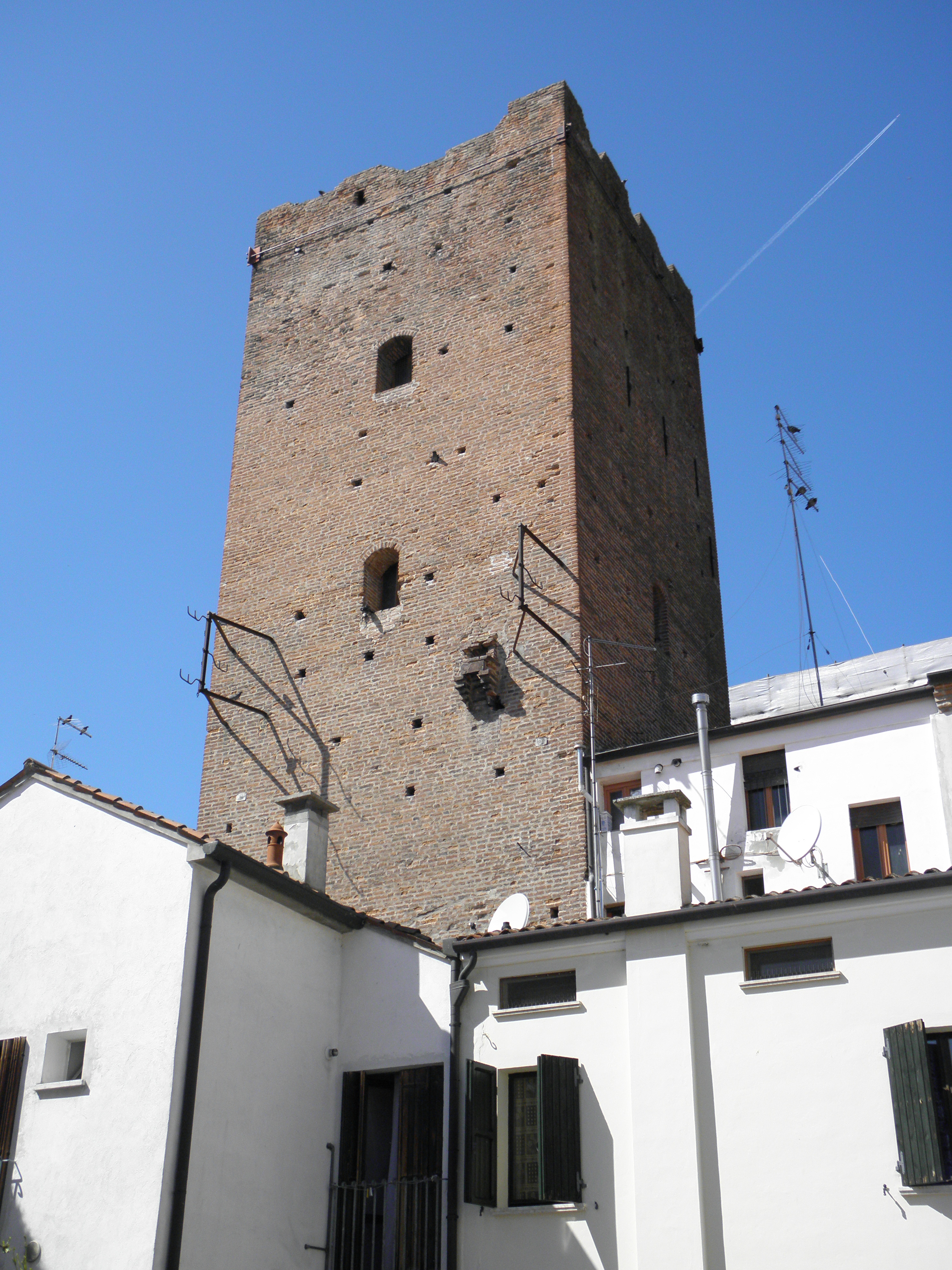
La torre vista dall'esterno delle vecchie mura (dall'attuale via Tiziano Vecellio).

La torre, eretta nel 1138, sorse su volontà del vescovo di Adria Florio I che intendeva migliorare ulteriormente le capacità difensive della cinta muraria che si stava costruendo a Rovigo in quel periodo.
Di pianta quadrata e realizzata interamente in muratura, la struttura si differenziava dalle diverse torrette, proiettate verso l'esterno e di altezza modesta, per protendersi in altezza e verso l'interno delle mura cittadine raggiungendo un'altezza di circa 23 metri, consentendo così alle guardie l'avvistamento di eventuali aggressori da una maggiore distanza e garantendo maggior tempo per organizzare una reazione di difesa. Condividendo l'architettura tipica delle torri con finalità esclusivamente di difesa, la struttura non aveva alcuna funzione abitativa risultando aperta verso l'interno della città, con la parte interna suddivisa da più piani, realizzati in legno e collegati tra loro con scale a pioli, dei quali rimangono ben visibili ancora oggi le intersezioni con i muri portanti.
Persa oramai ogni funzione militare, nel corso del XVIII secolo venne eretta la parete mancante e ricavato all'interno della struttura un'abitazione privata. Le alterne vicende dei proprietari che si successero nei secoli seguenti non mutarono l'aspetto dell'edificio il quale, dopo un periodo di abbandono di qualche decennio nel corso del XX secolo venne recuperato e grazie a un restauro conservativo, nuovamente adatto ad essere abitato.